# Esteban Pavez
Esteban Andrés Pavez Suazo (Santiago del Cile, 1º maggio 1990) è un calciatore ed ex giocatore di calcio a 5 cileno, centrocampista del Colo-Colo, di cui è capitano, e della nazionale cilena.

## Carriera

### Club

#### Inizi e i vari prestiti
Dopo aver vinto il campionato under-15 col Cobreloa, viene prelevato dalle giovanili del Colo Colo. Nel 2008 vince il campionato under-18 e l'anno successivo viene integrato in prima squadra dall'allenatore Marcelo Barticciotto. Il 22 gennaio 2009 debutta come professionista con la maglia del Colo Colo nella sconfitta per 3-0 contro l'Universidad Católica, match valido per la Copa Entel. Due giorni dopo subentra a Lucas Barrios nel Clásico del Cile vinto 1-0 contro l'Universidad de Chile. Dopo l'esordio in Primera División nell'1-1 dep 18 marzo contro l'O'Higgins, Pavez riuscirà a giocare altre cinque partite. Col Colo Colo vince il suo primo trofeo professionistico in carriera, il titolo di Clausura 2009.
Dopo una breve esperienza al Rangers nel 2010 (con sole due presenze), nelle due stagioni successive viene mandato in prestito al San Marcos de Arica e all'Unión Temuco (club di seconda divisione) dove raccoglie un buon minutaggio.

#### L'affermazione al Colo Colo
A inizio 2013 torna nella squadra che lo ha lanciato tra i professionisti, il Colo Colo. Diventato ormai un titolare fisso, il suo primo gol in maglia Cacique arriva il 3 febbraio nell'incontro vinto 2-0 contro l'Unión La Calera, valevole per la seconda giornata di Primera División 2013. Dopo aver disputato 13 partite, il 16 maggio 2013 rinnova il suo contratto per altri tre anni.
All'inizio della stagione successiva, con il trasferimento di Fernando De la Fuente, diventa il cardine del centrocampo della squadra allenata da Gustavo Benítez. Il 10 novembre 2013 con un gol e un assist a Felipe Flores, risulta decisivo nel derby vinto 3-2 contro i rivali dell'Universidad de Chile. A fine campionato il Colo Colo si classifica ottavo e Pavez gioca tutte le partite, marcando in totale due reti.
Il 13 aprile 2014, a seguito della vittoria per 1-0 contro il Santiago Wanderers, la squadra ottiene il trentesimo titolo di Primera División cilena, a quattro anni dall'ultima volta.
Successivamente Pavez arricchisce la bacheca con un altro campionato cileno (il Torneo di Apertura 2015) e la Coppa del Cile 2016, aggiudicata in finale contro l'Everton de Viña del Mar.
Complessivamente dalla sua seconda esperienza al Colo Colo il giocatore colleziona 175 presenze e 9 reti, vincendo tre trofei.

#### In Brasile e ritorno al Colo Colo
Dopo buone stagioni in patria, nel 2017 i brasiliani dell'Athletico Paranaense acquistano il 60% del suo cartellino per 700.000 dollari. Con la squadra di Rio de Janeiro esordisce il 31 luglio nella vittoria per 1-0 contro il Vasco de Gama. L'anno successivo vince la Coppa Sudamericana 2018.
A fine stagione fa ritorno per la terza volta al Colo Colo, con cui gioca per 26 volte e segna 3 gol.

#### L'arrivo negli Emirati Arabi
Nell'estate 2019 viene ingaggiato dal club degli Emirati Arabi dell'Al Nassr.

### Nazionale
Nell'ottobre 2005 viene convocato per il campionato sudamericano under-15 in Bolivia. Il Cile esce dalla competizione ai gironi, totalizzando due punti, e Pavez disputa soltanto la partita finita 1-1 contro il Perù del 31 ottobre 2005. Con la nazionale under-17 partecipa al torneo sudamericano di categoria in Ecuador, valido per il passaggio ai Mondiali under-17 2007 in Corea del Sud. Pavez disputa tutte le partite della manifestazione ma il Cile non riesce a qualificarsi al campionato mondiale. Nel 2010 viene incluso da Vicente De Luise, commissario tecnico della nazionale cilena Under-20, nella lista dei convocati per il campionato sudamericano di calcio a 5 Under-20 2010.
Il 16 gennaio 2014 il c.t. Jorge Sampaoli lo convoca per l'amichevole contro la Costa Rica. L'incontro, disputato il 22 gennaio a Coquimbo, termina 3-0 per il Cile e Pavez esordisce in nazionale maggiore, sostituendo nella ripresa Fernando Meneses. Nel marzo 2016 viene convocato da Juan Antonio Pizzi contro il Venezuela a Barinas, nella partita valida per le qualificazioni ai mondiali 2018.

## Statistiche

### Cronologia presenze e reti in nazionale
| Cronologia completa delle presenze e delle reti in nazionale ― Cile | Cronologia completa delle presenze e delle reti in nazionale ― Cile | Cronologia completa delle presenze e delle reti in nazionale ― Cile | Cronologia completa delle presenze e delle reti in nazionale ― Cile | Cronologia completa delle presenze e delle reti in nazionale ― Cile | Cronologia completa delle presenze e delle reti in nazionale ― Cile | Cronologia completa delle presenze e delle reti in nazionale ― Cile | Cronologia completa delle presenze e delle reti in nazionale ― Cile |
| Data                                                                | Città                                                               | In casa                                                             | Risultato                                                           | Ospiti                                                              | Competizione                                                        | Reti                                                                | Note                                                                |
| ------------------------------------------------------------------- | ------------------------------------------------------------------- | ------------------------------------------------------------------- | ------------------------------------------------------------------- | ------------------------------------------------------------------- | ------------------------------------------------------------------- | ------------------------------------------------------------------- | ------------------------------------------------------------------- |
| 22-1-2014                                                           | Coquimbo                                                            | Cile                                                                | 4 – 0                                                               | Costa Rica                                                          | Amichevole                                                          | -                                                                   | 46’                                                                 |
| 11-1-2017                                                           | Nanning                                                             | Cile                                                                | 1 – 1 (5 - 2 dtr)                                                   | Croazia                                                             | Amichevole                                                          | -                                                                   |                                                                     |
| 15-1-2017                                                           | Nanning                                                             | Islanda                                                             | 0 – 1                                                               | Cile                                                                | Amichevole                                                          | -                                                                   |                                                                     |
| 27-3-2019                                                           | Houston                                                             | Stati Uniti                                                         | 1 – 1                                                               | Cile                                                                | Amichevole                                                          | -                                                                   | 27’                                                                 |
| 6-6-2019                                                            | La Serena                                                           | Cile                                                                | 2 – 1                                                               | Haiti                                                               | Amichevole                                                          | -                                                                   | 46’                                                                 |
| 29-6-2019                                                           | San Paolo                                                           | Colombia                                                            | 0 – 0 (4 – 5 dtr)                                                   | Cile                                                                | Coppa America 2019 - Quarti di finale                               | -                                                                   | 75’                                                                 |
| 12-10-2019                                                          | Alicante                                                            | Colombia                                                            | 0 – 0                                                               | Cile                                                                | Amichevole                                                          | -                                                                   | 89’                                                                 |
| 15-10-2019                                                          | Alicante                                                            | Cile                                                                | 3 – 2                                                               | Guinea                                                              | Amichevole                                                          | -                                                                   | 67’                                                                 |
| 24-3-2022                                                           | Rio de Janeiro                                                      | Brasile                                                             | 4 – 0                                                               | Cile                                                                | Qual. Mondiali 2022                                                 | -                                                                   | 77’                                                                 |
| 27-9-2022                                                           | Vienna                                                              | Qatar                                                               | 2 – 2                                                               | Cile                                                                | Amichevole                                                          | -                                                                   |                                                                     |
| 20-11-2022                                                          | Bratislava                                                          | Slovacchia                                                          | 0 – 0                                                               | Cile                                                                | Amichevole                                                          | -                                                                   | 46’                                                                 |
| 22-3-2024                                                           | Parma                                                               | Albania                                                             | 0 – 3                                                               | Cile                                                                | Amichevole                                                          | -                                                                   | 90+3’                                                               |
| 26-3-2024                                                           | Marsiglia                                                           | Francia                                                             | 3 – 2                                                               | Cile                                                                | Amichevole                                                          | -                                                                   | 77’                                                                 |
| 10-10-2024                                                          | Santiago del Cile                                                   | Cile                                                                | 1 – 2                                                               | Brasile                                                             | Qual. Mondiali 2026                                                 | -                                                                   | 76’                                                                 |
| 15-11-2024                                                          | Lima                                                                | Perù                                                                | 0 – 0                                                               | Cile                                                                | Qual. Mondiali 2026                                                 | -                                                                   | 90+5’                                                               |
| 19-11-2024                                                          | Santiago del Cile                                                   | Cile                                                                | 4 – 2                                                               | Venezuela                                                           | Qual. Mondiali 2026                                                 | -                                                                   | 81’                                                                 |
| 8-2-2025                                                            | Santiago del Cile                                                   | Cile                                                                | 6 – 1                                                               | Panama                                                              | Amichevole                                                          | -                                                                   | 57’                                                                 |
| 25-3-2025                                                           | Santiago del Cile                                                   | Cile                                                                | 0 – 0                                                               | Ecuador                                                             | Qual. Mondiali 2026                                                 | -                                                                   | 77’                                                                 |
| Totale                                                              |                                                                     | Presenze                                                            | 18                                                                  |                                                                     | Reti                                                                | 0                                                                   |                                                                     |

## Palmarès

### Club

#### Competizioni nazionali
- Campionato cileno: 2

Colo-Colo: 2022, 2024
- Copa Chile: 1

Colo-Colo: 2023
- Supercopa de Chile: 1

Colo-Colo: 2024